# آنا ماريا نيلسون
آنا ماريا نيلسون (بالسويدية: Anna Maria Nilsson)‏ هي متسابقة بياثل سويدية، ولدت في 13 مايو 1983 في إوسترسوند في السويد.

## وصلات خارجية
- آنا ماريا نيلسون على موقع IBU (الإنجليزية)
- آنا ماريا نيلسون على موقع اللجنة الأولمبية الدولية (الإنجليزية)
- آنا ماريا نيلسون على موقع أوليمبيديا (الإنجليزية)
- آنا ماريا نيلسون على موقع اللجنة الأولمبية السويدية (السويدية)